# Гацалов Хаджимурат Солтанович
Хаджимурат Солтанович Гацалов (рос. Хаджимурат Солтанович Гацалов; нар. 11 грудня 1982, с. Чикола, Північна Осетія, РРФСР) —  російський борець вільного стилю. Заслужений майстер спорту Росії з вільної боротьби. Чемпіон Олімпійських ігор, п'ятитириразовий чемпіон світу, триразовий чемпіон Європи, триразовий переможець Кубків світу, шестириразовий чемпіон Росії. Визнаний найкращим борцем на чемпіонаті Європи 2003 року.

## Біографія
Боротьбою займається з 1993 року. Тренер — В. В. Цебоєв.  У збірній команді Росії з 2001 року. Виступає за ЦСКА.
Закінчив Північно-Осетинський державний університет. Живе у Владикавказі.
Нагороджений Орденом Дружби (2006 р.)

## Спортивні результати на міжнародних змаганнях

### Виступи на Олімпіадах
| Змагання                    | Збірна | Вагова категорія          | Місце  |
| --------------------------- | ------ | ------------------------- | ------ |
| Літні Олімпійські ігри 2004 | Росія  | вільна боротьба, до 96 кг | Золото |

### Виступи на Чемпіонатах світу
| Змагання                        | Збірна | Вагова категорія           | Місце  |
| ------------------------------- | ------ | -------------------------- | ------ |
| Чемпіонат світу з боротьби 2005 | Росія  | вільна боротьба, до 96 кг  | Золото |
| Чемпіонат світу з боротьби 2006 | Росія  | вільна боротьба, до 96 кг  | Золото |
| Чемпіонат світу з боротьби 2007 | Росія  | вільна боротьба, до 96 кг  | Золото |
| Чемпіонат світу з боротьби 2009 | Росія  | вільна боротьба, до 96 кг  | Золото |
| Чемпіонат світу з боротьби 2010 | Росія  | вільна боротьба, до 96 кг  | Срібло |
| Чемпіонат світу з боротьби 2011 | Росія  | вільна боротьба, до 96 кг  | 11     |
| Чемпіонат світу з боротьби 2013 | Росія  | вільна боротьба, до 120 кг | Золото |
| Чемпіонат світу з боротьби 2014 | Росія  | вільна боротьба, до 125 кг | Бронза |

### Виступи на Чемпіонатах Європи
| Змагання                         | Збірна | Вагова категорія          | Місце  |
| -------------------------------- | ------ | ------------------------- | ------ |
| Чемпіонат Європи з боротьби 2003 | Росія  | вільна боротьба, до 96 кг | Золото |
| Чемпіонат Європи з боротьби 2004 | Росія  | вільна боротьба, до 96 кг | Золото |
| Чемпіонат Європи з боротьби 2005 | Росія  | вільна боротьба, до 96 кг | Бронза |
| Чемпіонат Європи з боротьби 2006 | Росія  | вільна боротьба, до 96 кг | Золото |
| Чемпіонат Європи з боротьби 2008 | Росія  | вільна боротьба, до 96 кг | Бронза |

### Виступи на Європейських іграх
| Змагання              | Збірна | Вагова категорія           | Місце |
| --------------------- | ------ | -------------------------- | ----- |
| Європейські ігри 2015 | Росія  | вільна боротьба, до 125 кг | 13    |

### Виступи на Кубках світу
| Змагання                    | Збірна | Вагова категорія          | Місце  |
| --------------------------- | ------ | ------------------------- | ------ |
| Кубок світу з боротьби 2001 | Росія  | вільна боротьба, до 85 кг | 6      |
| Кубок світу з боротьби 2002 | Росія  | вільна боротьба, до 84 кг | Золото |
| Кубок світу з боротьби 2003 | Росія  | вільна боротьба, до 84 кг | Золото |
| Кубок світу з боротьби 2007 | Росія  | вільна боротьба, до 96 кг | Золото |

### Виступи на інших змаганнях
| Змагання                                                  | Збірна | Вагова категорія           | Місце  |
| --------------------------------------------------------- | ------ | -------------------------- | ------ |
| Міжнародний меморіал Дейва Шульца 2001                    | Росія  | вільна боротьба, до 85 кг  | Срібло |
| Чемпіонат світу з боротьби серед військовослужбовців 2001 | Росія  | вільна боротьба, до 97 кг  | Срібло |
| Всесвітні ігри військовослужбовців 2007                   | Росія  | вільна боротьба, до 96 кг  | Золото |
| Турнір Алі Алієва 2011                                    | Росія  | вільна боротьба, до 96 кг  | Бронза |
| Гран-прі «Іван Яригін» 2013                               | Росія  | вільна боротьба, до 96 кг  | 5      |
| Київський Міжнародний турнір з боротьби 2013              | Росія  | вільна боротьба, до 96 кг  | Золото |
| Турнір Алі Алієва 2013                                    | Росія  | вільна боротьба, до 96 кг  | Срібло |
| Меморіал Вацлава Циолковського 2013                       | Росія  | вільна боротьба, до 120 кг | 8      |
| Меморіал Вацлава Циолковського 2014                       | Росія  | вільна боротьба, до 125 кг | Золото |
| Кубок Рамзана Кадирова 2014                               | Росія  | вільна боротьба, до 97 кг  | 5      |
| Турнір Яшара Догу 2015                                    | Росія  | вільна боротьба, до 125 кг | 7      |
| Всесвітні ігри військослужбовців 2015                     | Росія  | вільна боротьба, до 97 кг  | Золото |
| Турнір Олександра Медведя 2016                            | Росія  | вільна боротьба, до 97 кг  | Золото |
| Чемпіонат Росії з вільної боротьби 2016                   | Росія  | вільна боротьба, до 97 кг  | Срібло |
| Меморіал Вацлава Циолковського 2016                       | Росія  | вільна боротьба, до 125 кг | 5      |